# Chthonius platakisi
Chthonius platakisi är en spindeldjursart som beskrevs av Volker Mahnert 1980. Chthonius platakisi ingår i släktet Chthonius och familjen käkklokrypare. Inga underarter finns listade i Catalogue of Life.